# 로베르트 무질

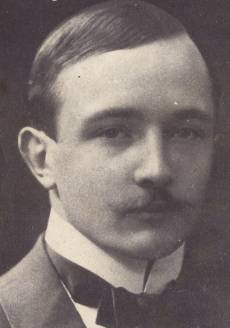
1900년

로베르트 무질(독일어: Robert Musil 1880년 11월 6일 오스트리아 클라겐푸르트 - 1942년 4월 15일 스위스 제네바)은 오스트리아의 작가이다.

## 소개
로베르트 무질은 클라겐푸르트에서 알프레드 무질(독일어: Alfred Musil, 1846년-1924년)과 그의 아내 헤르미네(독일어: Hermine, 1853년-1924년)의 아들로 태어났다. 이들은 혈연은 아니지만 "삼촌"이라 불리는 하인리히 라이터(독일어: Heinrich Reiter, 1856년생)과 함께 살았다.
빈 기술사관학교, 브륀 공과대학 등에서 수학하면서 니체, 도스토예프스키, 메테를링크, 에머슨 등의 작품을 읽었다. 이후 베를린대학에서 철학과 논리학, 심리학을 공부하면서 첫 소설 ≪생도 퇴를레스의 혼란≫(Die Verwirrungen des Zoeglings Toerleß, 1906)을 발표하여 평단의 좋은 평가를 받았다. 무질은 1902년 슈투트가르트 공과대학의 조교 시절 “지루함을 이기기 위해” 이 소설을 쓰기 시작했다고 술회하고 있다. 1908년 같은 대학에서 에른스트 마흐에 관한 연구로 박사학위를 받았고 이후 철학 교수직을 제의받았으나 거절하고 작가로서의 길을 걷는다.
1930년과 32년 평생의 역작 ≪특성 없는 남자≫(Der Mann ohne Eigenschaften) 1, 2권을 출간했다. 이 소설의 주인공인 울리히의 눈을 통해 본 오스트리아-헝가리 제국의 도덕적 및 지적 쇠퇴를 다루고 있다. 배경은 제1차 세계 대전 직전의 비엔나이다. 무질은 1914년에서 1918년 사이에 오스트리아-헝가리 제국 육군에서 사무관으로 종사하였었다.
《특성없는 남자》는 1938년 나치 정권에 의해 독일과 오스트리아에서 판매가 금지되었다. 이후 ≪특성 없는 남자≫를 완성하기 위해 스위스로 이주했으나 질병과 생활고에 시달리다가 결국 미완성인 채로 제네바에서 숨을 거두었다. 생전에 평단 외에 큰 주목을 받지 못했던 ≪특성 없는 남자≫는 아돌프 프리제가 유고를 정리한 전집이 출간되면서 세계적인 관심을 끌었고 지금은 20세기에 발표된 가장 중요한 독일어 소설로 꼽히고 있다.
이들 작품 외에 단편집 ≪합일≫(Vereinigungen) ≪세 여인≫(Drei Frauen), 희곡 ≪몽상가들≫(Die Schwaermer), 문집 ≪생전의 유고≫(Nachlass zu Lebzeiten) 등이 있다.

## 참고 자료
- 본 문서에는 지식을만드는지식에서 CC-BY-SA 3.0으로 배포한 책 소개글을 기초로 작성된 내용이 포함되어 있습니다.